# 조미 수호 통상 조약
조·미수호통상조약(朝美修好通商條約, 영어: Treaty of Peace, Amity, Commerce and Navigation, United States–Korea Treaty of 1882)은 1882년(고종 19년) 조선과 미국 간에 조인된 조약이다. 1882년 5월 22일(음력 4월 6일) 조선의 전권위원 신헌, 김홍집과 미국의 전권위원 로버트 윌슨 슈펠트 간에 제물포에서 체결되었다. 이 조약은 조선이 서양 국가와 맺은 최초의 수호 통상 조약이다.

## 개설
미국 정부의 명을 받은 슈펠트는 처음에 일본을 통하여 조선과 수호 조약을 맺으려고 일본 외무경(外務卿) 이노우에 가오루(井上聲)의 소개장을 가지고 부산에 입항하였다. 그는 일본 영사(領事) 곤토(近藤眞鋤)로 하여금 동래부사를 방문하고 자기의 내한 목적이 통상수호에 있음을 밝히고 서계(書契)를 조정에 올려 주기를 청하는 등 여러 가지로 노력하였으나 결국 실패하였다. 그러나 조선 국내에서 김홍집을 비롯한 원로대신들은 미국에 대한 지식과 통상의 이익을 인식케 되었다.
이때에 청나라의 북양대신(北洋大臣) 이홍장은 일본의 조선 진출을 막고, 조선의 종주국 노릇을 하기 위하여 구미 여러 나라와의 수호 통상을 권고하고 있었다. 이때 슈펠트는 이홍장에게 조선과의 수호 통상을 알선해 주기를 청했다. 그동안 수차의 회합과 사신 파견 등을 거쳐 1882년(고종 19) 음력 3월 슈펠트 제독은 청나라 사신 마건충(馬建忠)·정여창(丁汝昌) 등과 인천에 도착하여 그들의 알선으로 정부의 전권대관 신헌, 부관 김홍집 등과 음력 4월 6일(양력 5월 22일) 수호 통상 조약을 체결하였다.
이 조약은 구미(歐美)국가와 맺은 최초의 수호 통상 조약이며, 이후의 다른 구미 국가와의 통상 조약 내용도 이것과 비슷하다. 최혜국 조항, 치외법권 인정 등의 모순점도 보이지만 상당히 우호적인 점도 보이고 있다.
이 조약에 따라서 그 이듬해 음력 4월 7일(양력 5월 23일)에 초대 미국 전권공사(全權公使) 푸트(H. Foote)가 인천에 도착하여 13일 조약에 비준(批准)하였다. 그 후 음력 6월에 조선 정부에서도 민영익을 전권대신에 임명하고 부관 홍영식·서광범 등을 미국에 파견하게 되었다.
전문 14조로 된 조약의 주요 내용중 “조선이 제3국으로부터 부당한 침략을 받을 경우 조약국인 미국은 즉각 이에 개입, 거중조정을 행사함으로써 조선의 안보를 보장한다."는 것이 있다. 그러나 1905년 7월, 미국의 26대 대통령인 시어도어 루즈벨트는 일본과 카쓰라-태프트 밀약을 체결하며 조선과의 조약을 일방적으로 파기했다.

## 내용

### 제1조
사후로 대조선국 군주와 대아미리가합중국(大亞美理駕合衆國) 백리새천덕(伯理璽天德, President) 및 그 인민은 각각 영원히 화평우호를 지키되 만약 타국이 불공경모(不公輕侮)하는 일이 있게 되면 일차 조지(照知)를 거친 뒤에 필수상조(相助)하여 잘 조처함으로써 그 우의를 표시한다.

### 제2조
본 수호통상조약을 체결한 양 체결국은 각각 병권대신을 파견하여 다른 한쪽 국가의 수도에 주재시킬 수 있고 또 각각 통상항구에 영사관을 설치하되 이는 자국의 편의에 따른다. 이들관원은 본지의 관원과 더불어 왕래교섭하되 동등한 품급에 상당한 예우로써 응대한다. 양국의 병권대신 및 영사 등의 관헌은 종종(種種)의 은시(恩施)와 피차의 접대에 다름이 없는 최우국(最優國) 특권을 향획(享獲)한다.
오직 영사관은 반드시 봉도(奉到)한 주찰(駐紮)국의 비준문빙(批准文憑)하여 방가시사(方可視事)요 차견된 영사등 관(官)은 반드시 진정한 관원이 되어야 하며 상인으로서 겸무(兼務)를 얻을 수 없고 또 무역을 겸행(兼行)할 수도 없다. 각 항구에 영사관이 미설(未設)된 곳이면 혹 타국의 영사에 청하여 겸대(兼代)하되 역시 상인으로서 겸충(兼充)을 할 수 없고 혹은 즉 지방관에 의하여 현정(現定) 조약에 비추어 대판(代辦)할 수 있다.
만약 조선에 주찰하는 미국영사관등 관이 불합리하게 판사(辦事)하면 미국공사에게 조회하여 피차의견이 서로 같을 때 가히 비준문빙을 회수할 수 있다.

### 제3조
미국 선척이 조선의 가까운 해면에서 구풍을 만났을 때 또 양식과 물이 모자랐을 때 통상 항구가 아주 먼 곳이면 어떤 곳이나 수박(收泊)하여 구풍을 피하도록 허용하고 양식을 구매하며 선척을 수리하되 소요된 경비는 관계 선주가 자비(自備)할 것이며 지방장관은 연휼(憐恤)과 함께 소수(所需)를 조공(助供)한다.
만일 해당 선박이 불통상항구에서 몰래 무역을 하면 선척화물은 나획(拿獲) 몰수한다. 만일 미국선척이 조선해안에서 파괴되면 조선 지방관은 그것을 듣는 대로 즉시 선원을 구호(救護)하고 양식들을 공급하되 일면(一面)으로 설법(設法)하여 선척화물을 보호하고 모든 것을 영사관에게 알려 수부(水夫)를 본국에 송환할 것이요 아울러 선화(船貨)도 구출토록 하되 일절 경비는 선주나 미국정부가 인환(認還)한다.

### 제4조
조선 재류 미합중국 민(民)은 조선정부 지방관으로부터 생명, 재산의 보호를 받을 것이며 어떠한 종류의 기능(欺凌;기만과 능욕)과 손훼(損毁)으로부터도 보호를 받는다. 만약 불법한 자들이 미국인의 방옥(房屋) 등을 파괴할 때는 지방관은 영사의 요구에 의하여 즉시 군대를 파견하여 소란(騷亂)자를 해산시키고 범법자를 체포하여 처벌한다.
조선인으로서 재조선미국인에게 범행한 자는 조선국이 조선법률에 의거하여 처벌하고 미국인으로서 해안.선상에서 조선인을 기능 소요(騷擾)케 하고 조선인의 생명 재산을 손상케 한 자는 미합중국의 영사 또는 해권능(該權能)을 가진 기타 관리만이 미합중국법률에 의하여 체포하고 처벌한다.
조선국 내에서 미국인과의 사이에 분쟁이 생기고 그것이 양국관원이 심문하고 판결됨을 요하는 것일 때는 이 같은 사건은 피고국적의 해당관리가 법에 의하여 심리한다. 그리고 해당권능을 가진 원고국적의 관리에게는 심리참석이 자유롭게 인가되며 그 지위에 상당한 예로 대우하여야 한다. 공정을 기하기 위하여 소송절차를 감시함에 적당한 일절의 편의가 그에게 허여(許與)되어야 하며 만일 그가 원한다면 그는 증인을 소환하여 신문하고 또는 반대심문할 권리를 갖는다.
만약 그가 소송에 불만을 가질 때는 항변할 권한을 허여한다. 그러나 대조선국이 조선의 법령과 재판절차를 수정 및 개혁한 때문에 그것이 미국의 법령 및 재판절차와 일치된다고 미국이 판단할 때에는 언제든지 조선에 있는 미국민에 대한 치외법권은 철폐될 것이며 그 후에는 미국민이 조선 경내에 있을 때에는 지방관의 관할에 속한다.

### 제5조
조선국의 상민이나 상선이 무역을 목적으로 미합중국에 가면 미합중국의 세관규칙에 의하여 관세, 돈세(口頓 稅) 및 일절의 수수료를 지불하여야 하며 미국인이나 최혜국인에 부과되는 것보다 높거나 또는 다른 세율의 관세나 돈세(배의 용적에 대한 세금)는 그들에게 강요되지 않는다.
무역을 목적으로 조선국에 오는 미국상인 및 상선은 모든 수출입상품에 대하여 관세를 지불해야 한다. 관세부과권은 응당 조선국정부에 속한다. 수출입품에 대한 관세정률은 밀수 기타 비행을 방지하기 위한 관세규칙과 함께 조선국에 정하고 미국 해당 관리들에게 이를 통지하여 그들로 하여금 그들의 국민에게 알려서 이를 준수케 하여야 한다.
그러나 우선 대강은 다음과 같이 정한다. 일용품류의 수출입품에 관한 관세정률은 종가세(從價稅) 10%를 초과하지 않으며 사치품 등 예컨대 외국주, 외국연초 시계류의 수입품에 대한 관세정률은 종가세 30%를 넘지 못한다. 그리고 수출토산품은 종가 5%를 초과하지 않는 관세를 지불한다.
그리고 외국 수입품 관세는 다만 한번 통관항구에서 지불하고 기타 요금, 관세, 수수료, 세금 또는 어떠한 종류의 부과금이라도 조선국 안에서나 어떤 항구에서도 해당 수입품에 대하여 부과하지 않는다. 조선국 항구에 들어오는 미국상선은 매돈(ton) 5전(錢)의 세율로 돈세를 지불하되 청국력(淸國曆)에 의하여 3개월에 한번씩 매 선박에 대하여 지불한다.

### 제6조
조선국 상민으로서 미합중국에 가는 자는 해당국 전역에서 대지를 임차하거나 토지를 매수하여 주택이나 창고를 건축할 수 있다. 그들은 각종 본업 및 부업에 종사하고 법률에 의하여 금지된 제품으로 규정되지 않은 모든 미가공(未加工) 및 가공상품을 자유롭게 교역할 수 있다.
미국 상민으로서 대외통상에 개방되어 있는 조선국 항구에 왕래하는 자는 해당 개항장 조계지 경계 내에 거주하며 해당지에서 건물 또는 토지를 임차하거나 주택 또는 창고를 건축할 수 있다. 그들은 개항장 경계 내에서 각종 본업 및 부업에 종사하며 법률에 의하여 금지된 제품으로 선언되지 않은 모든 미가공 및 가공 상품을 교역할 수 있다. 토지나 건물을 취득하는 데 강제나 협박은 불허될 것이며 조선국 당국에게 소정의 지대를 지불한다.
그리고 조선국 개항구에서 이와 같이 취득된 토지는 여전히 해당국의 불가결한 부분이라는 것과 해당 지역 내의 인신과 재산에 대한 모든 재판권은 조선국 당국에 속한다는 것을 정하고 다만 본 조약에 의하여 명시적으로 포기(抛棄)된 것만은 예외로 한다. 미국 상민들이 외국수입품을 판매하기 위하여 내지로 수송하거나 토산품을 구매하기 위하여 내지로 들어가는 것을 불허한다. 본 규칙을 위반하면 해당 상품은 몰수할 것이며 범법 상인은 영사관에게 인도되어 징벌한다.

### 제7조
조선국과 미국은 조선국 상인이 미국의 어느 항구에든지 아편 수입을 불허하며 미국 상민이 아편을 조선국의 어느 항구에서든지 수입하거나 또는 이를 한 항구에서 다른 항구로 수송하거나 또는 이를 조선국 내에서 교역함을 불허한다. 이는 양국 상민을 논하지 않고 고용한 외국선박 및 어느 일방국의 상민이 소유하고 아편 수송용으로 별국인(別國人)이 고용한 선박에도 미치는 것이고 이는 미국 또는 조선국측의 적당한 입법에 의하여 행해지며 범법자는 엄벌한다.

### 제8조
조선 정부가 조선 내의 사고로 인하여 식량난을 우려할 만한 이유가 있을 때는 언제든지 임시적으로 일절의 양곡수출을 금지할 수 있으며 이러한 때에는 그 내용을 조선국이 미국의 해당 관리를 통하여 재조선 미국민에게 정식으로 알린 뒤 이를 실시한다.
그리고 각종 미곡 및 양곡 수출은 인천항에서는 금지한다. 조선국은 오래전부터 홍삼수출을 금지하여 왔으므로 만약 미국민이 수출하기 위해 밀매할 때에는 이를 몰수하며 위반자는 처벌한다.

### 제9조
모든 포, 창과 검, 화약, 탄환 및 일절 군기(軍器)의 구입은 조선국 관원에게만 허가되며 미국민은 조선 정부로부터 서면상 면허로서만 그것을 수입할 수 있다. 만약 이 물품들을 밀수입할 때는 몰수하며 범법자는 처벌한다.

### 제10조
양국관원 상민으로서 피차 통상지방에 거주하는 자는 모든 합법적인 사업에 있어서 그곳 지방민을 고용할 수 있다. 만약 조선인으로서 조선국법을 범한 자는 또는 어떤 소송을 제기 당한 자가 미국민의 주택 창고 또는 미국선에 은복(隱伏)한다면 미국영사관은 해당 지방관으로부터 그 사실의 통지를 받는 대로 지방관이 경찰을 보내 체포함을 허가하거나 또는 영사관이 그 자를 체포하여 지방경찰에게 인도하여야 한다. 미국민은 이 같은 자를 숨겨주어서는 안 된다.

### 제11조
양국학생으로서 언어, 문자, 법률 또는 기술을 학습하기 위해 왕래하는 자는 돈독한 친목의 우의로서 가능한 모든 보호와 원조를 하여야 한다.

### 제12조
본 조약은 조선국이 최초에 입약한 조약으로서 그 조관들에 있어서 간략하나 이에 규정된 모든 점들이 실시될 것이며 이에 포함되지 않는 것은 5년 후 양국관민이 각각 언어에 익숙하게 되었을 때 만국공법의 통례상 공평하게 상의하여 상세한 통상조관 및 규칙에 관하여 재교섭한다.

### 제13조
본조약 체결 후 앞으로 양국정부간의 왕복문서는 조선국에서는 한문을 사용하며 혹 영문을 사용한다면 한문을 여기에 첨부하여 오해를 피하도록 한다.

### 제14조
양조약국은 이후에 조선국이 어느 때든지 어느 국가나 어느 나라 상인 또는 공민에 대하여 항해, 통상, 정치, 기타 어떠한 통교에 관련된 것임을 막론하고 본조약에 의하여 부여되지 않은 어떤 권리 또는 특혜를 허가할 때에는 이와 같은 권리 특권 및 특혜는 미국의 관민상인(官民商人)에게도 무조건 균점(均霑)된다.
그러나 이와같은 특권 권리 또는 특혜가 해당 관계타국에 의하여 용인된 어떤 조건 또는 대등한 보수(報酬)를 수반할 때에는 언제나 미국과 그 관민은 관계 제조건 또는 보수를 응락할 때에 한하여 이같은 권리 특혜를 향수(享受)할 수 있다.

## 같이 보기
- 신미양요
- 조선책략
- 이강주
- 대한제국
- 가쓰라-태프트 밀약(1905년 7월 29일)
- 을사조약(1905년 11월 17일)
- 헤이그 특사 사건(1907년 4월)
- 한일병합조약(1910년 8월 22일)